# 马拉色菌科
马拉色菌科（学名：Malasseziaceae）为马拉色菌纲马拉色菌目的一个科。此目的模式属为马拉色菌属（Malassezia）。

## 下级分类
- 马拉色菌属 Malassezia
- 糠疹癣菌属 Pityrosporum